# Phare de Morro Negro
Le phare de Morro Negro est un phare situé à l'est de l'île de Boa Vista, l'une du groupe des îles de Barlavento, au Cap-Vert.
Ce phare géré par la Direction de la Marine et des Ports (Direcção Geral de Marinha e Portos ou DGMP) .

## Histoire
Morro Negro est une colline située sur la côte est de l'île. Le village le plus proche, à environ 5 km, est Cabeça dos Tarrafes.
Cette zone fait partie d'une réserve naturelle nommée Reserva Natural Tartaruga  protègeant la population de tortues de la région, en particulier sur ses plages.

## Description
Le phare a été construit dans les années 1930. Il se trouve à 151 mètres d'altitude. C'est une tour carrée, avec terrasse et lanterne, qui mesure 11 m de hauteur. Elle est érigée entre deux petits bâtiments d'un seul étage. L'édifice est peint en blanc, à l'exception de la lanterne qui est peinte en rouge.
Sa hauteur focale est de 163 m, ce qui en fait le point le plus haut du Cap Vert, à un mètre au-dessus du phare de Fontes Pereira de Melo, sur l'île de Santo Antão. Son rayon d'action est de 31 milles nautiques (environ 57 km), ce qui en fait le plus puissant de l'archipel. Il émet un éclat blanc toutes les vingt secondes.
Ce phare n’est plus en activité depuis de nombreuses années. La route pour y accéder est abimée et ne permet plus d’y monter en voiture. Il faudra compter 15 minutes de marche pour accéder au phare.
Identifiant : ARLHS : CAP-005 PT-2102 - Amirauté : D2914 - NGA : 113-24196 .

### Lien connexe
- Liste des phares au Cap-Vert